# Odontozona libertae
Odontozona libertae är en kräftdjursart som beskrevs av Gore 1981. Odontozona libertae ingår i släktet Odontozona och familjen Stenopodidae. Inga underarter finns listade i Catalogue of Life.